# والاس بورد
والاس ريد بورد (بالإنجليزية: Wallace R. Brode)‏ (12 يونيو 1900 - أغسطس 1974) هو كيميائي أمريكي، أصبح رئيس الجمعية الكيميائية الأمريكية في عام 1969 وورئيس جمعية البصريات الأمريكية في عام 1961. حصل على قلادة بريستلي في عام 1960.